# Údolní nádrž Klíčava
Údolní nádrž Klíčava (tjeckiska: Klíčavská přehradní nádrž) är en reservoar i Tjeckien. Den ligger i den centrala delen av landet, 30 km väster om huvudstaden Prag. Údolní nádrž Klíčava ligger 301 meter över havet.  I omgivningarna runt Údolní nádrž Klíčava växer i huvudsak blandskog.